# Cimetière juif de Quatzenheim
Le cimetière juif de Quatzenheim construit en 1793, est situé au bout de la rue Principale, à gauche de la route en direction de Wiwersheim  au coin de la rue de Dossenheim à Quatzenheim, une commune française du département du Bas-Rhin dans la région Grand Est.

## Biographie
Quatzenheim était siège de rabbinat de 1880 à 1910. Le cimetière juif, construit en 1793 est toujours en service. Il est entouré d’un mur de grès.

Cimetière juif de Quatzenheim.
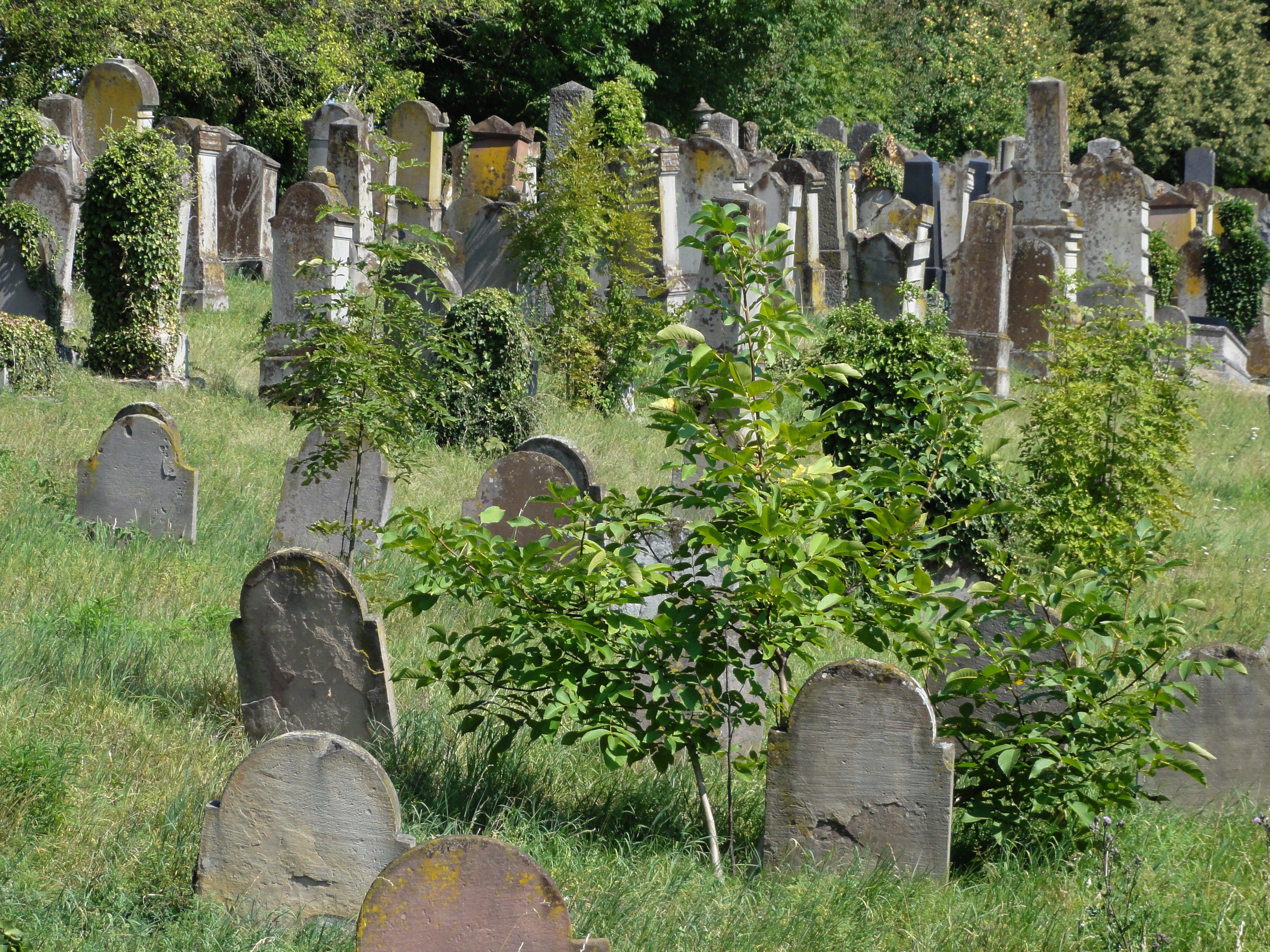
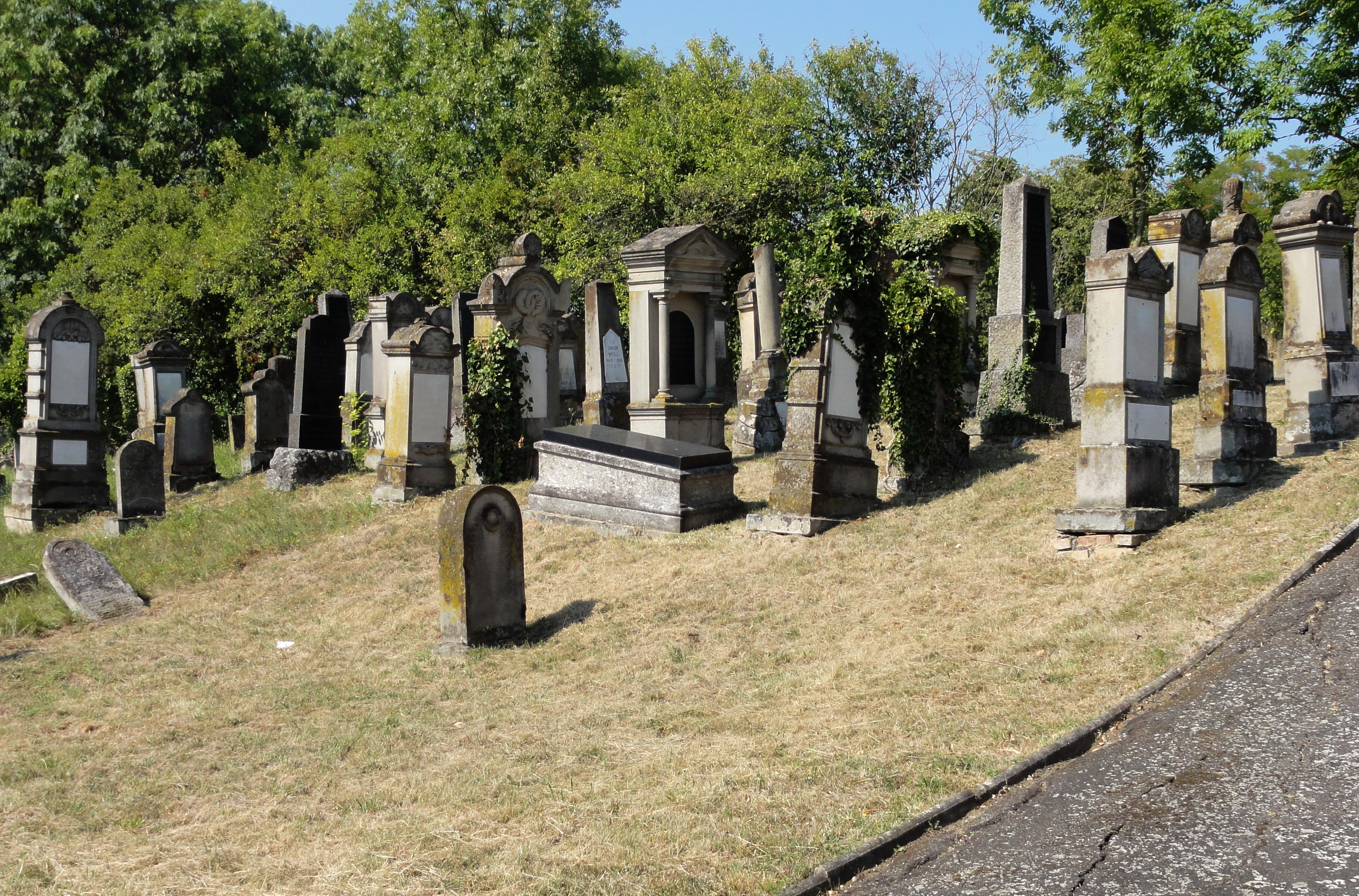
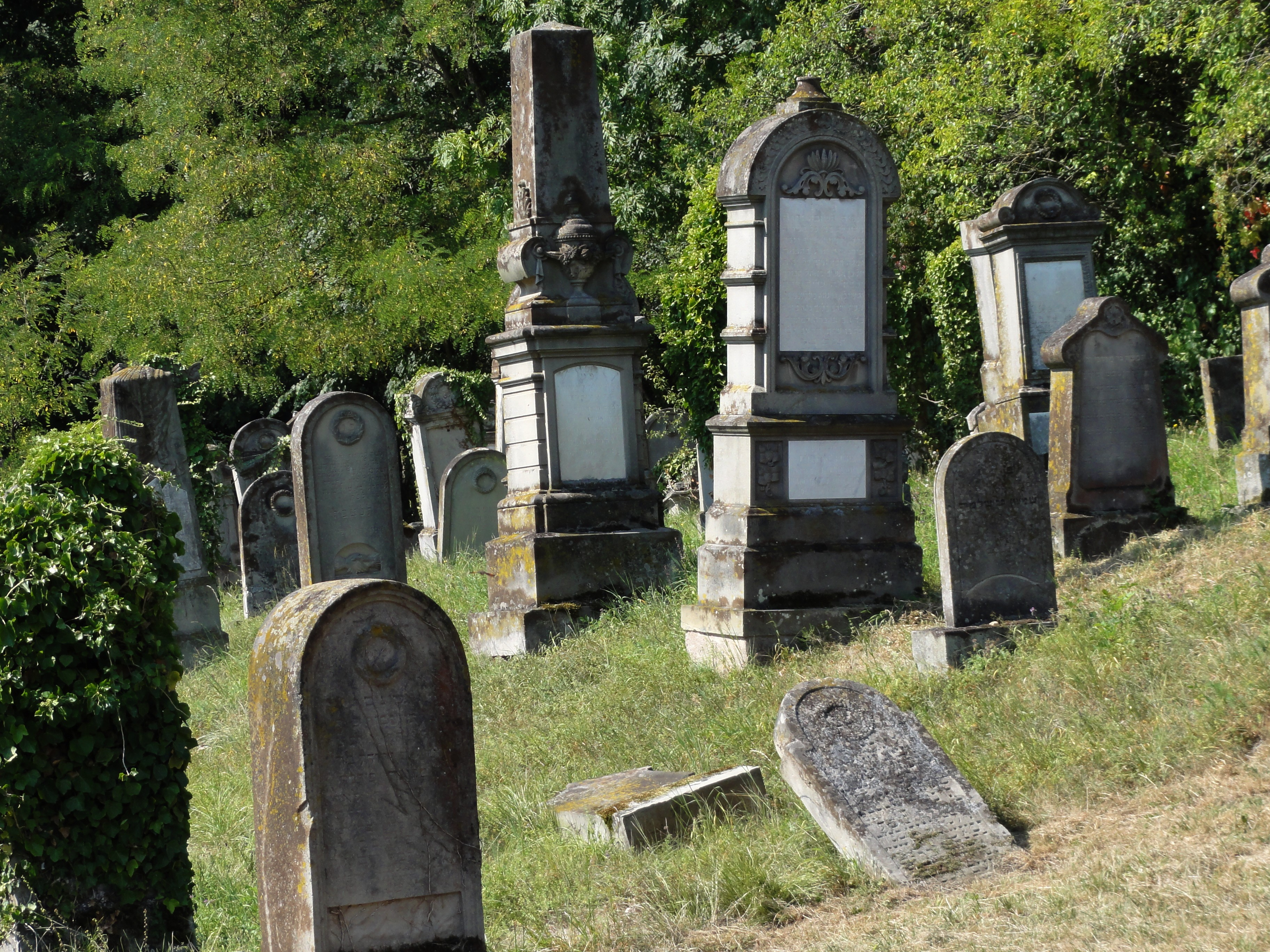
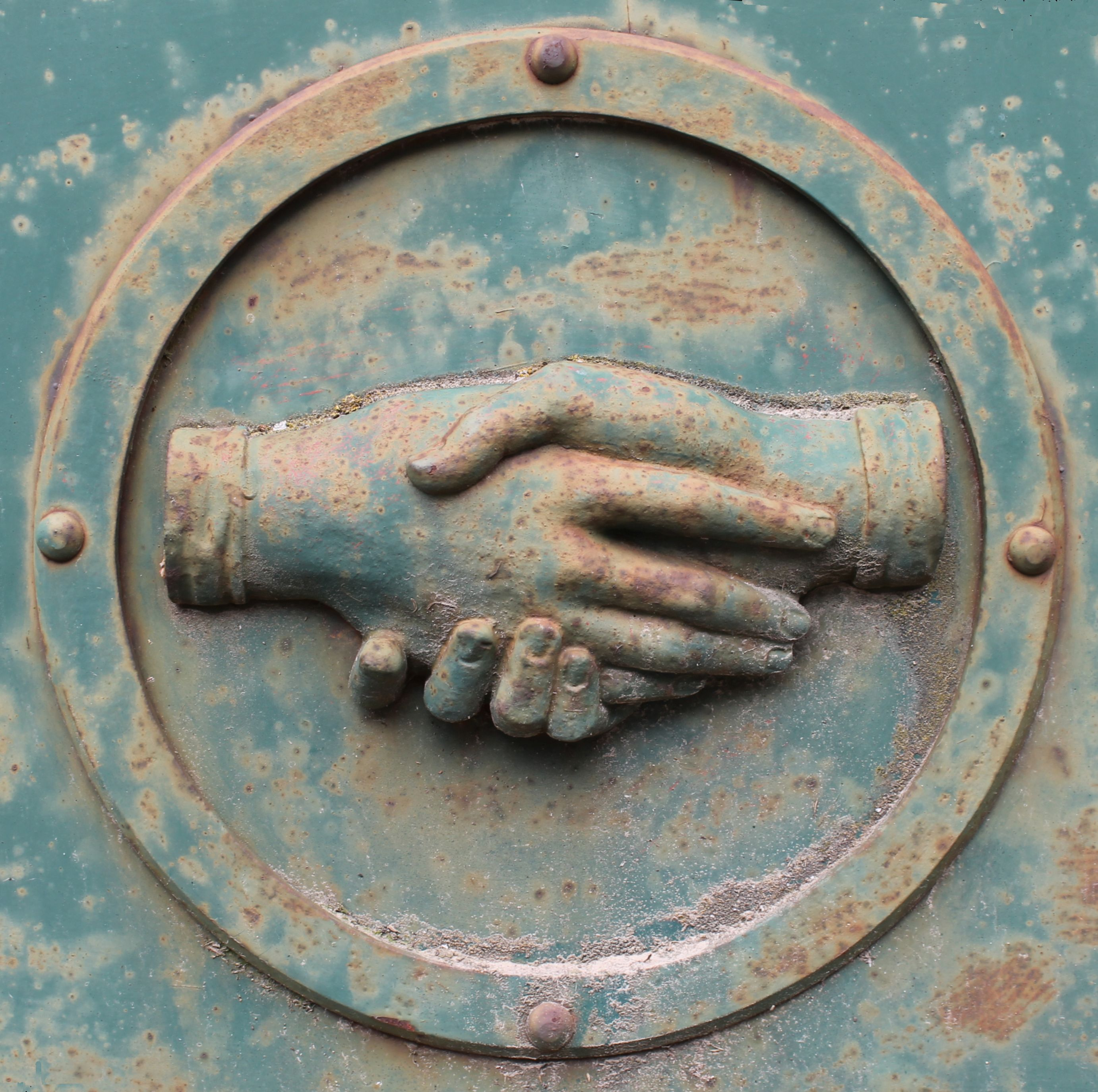

Il comprend quatre sections :
- Au sud-ouest, dans la partie ancienne, se trouvent une centaine de pierres tombales de la fin du XVIIIe siècle au milieu du XIXe siècle.
- Au nord-ouest, 180 pierres tombales de style néoclassique du milieu du XIXe siècle au début du XXe siècle,
- Au nord-est se trouve la zone avec environ 50 pierres tombales du début du XXe siècle.
- La partie au sud-est est vide.

Une monument commémoratif portant les noms des Juifs de Quatzenheim assassinés pendant la Shoah est situé à droite l'entrée principale. 

### Profanation du cimetière

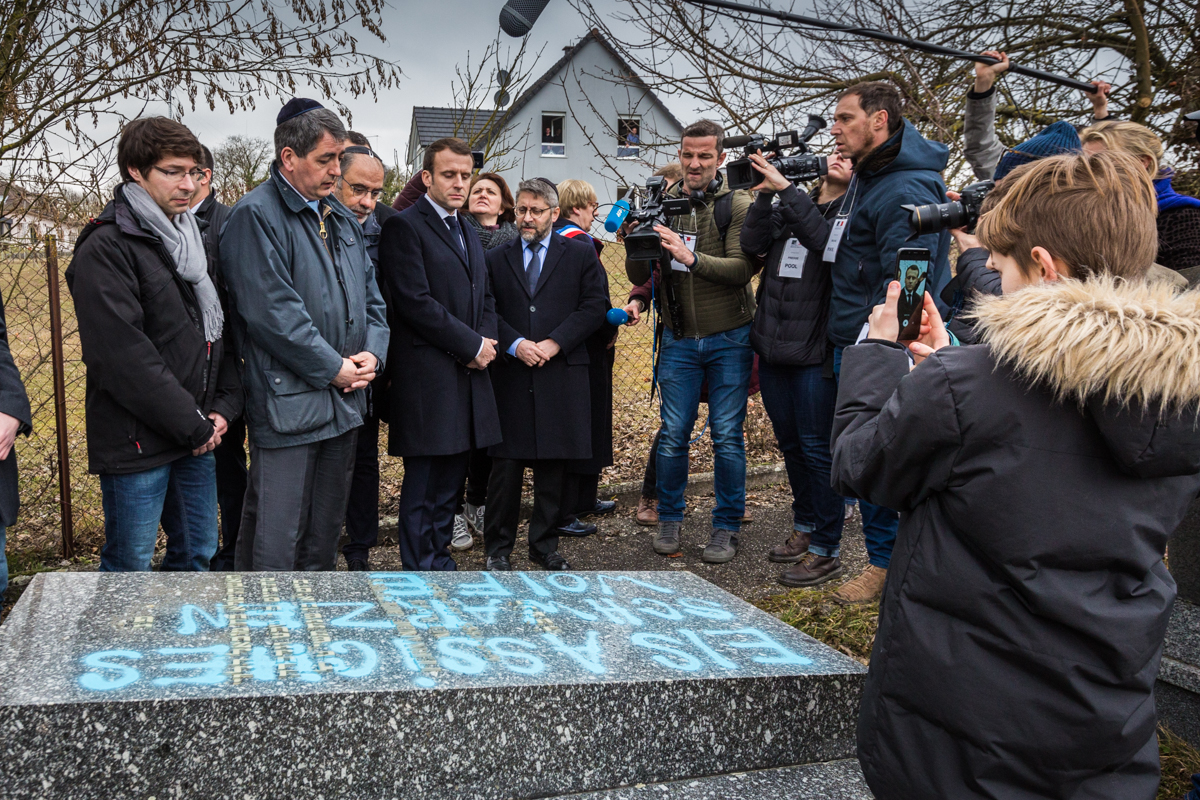
Emmanuel Macron et le grand-rabbin Korsia au cimetière juif de Quatzenheim le 19 février 2019.

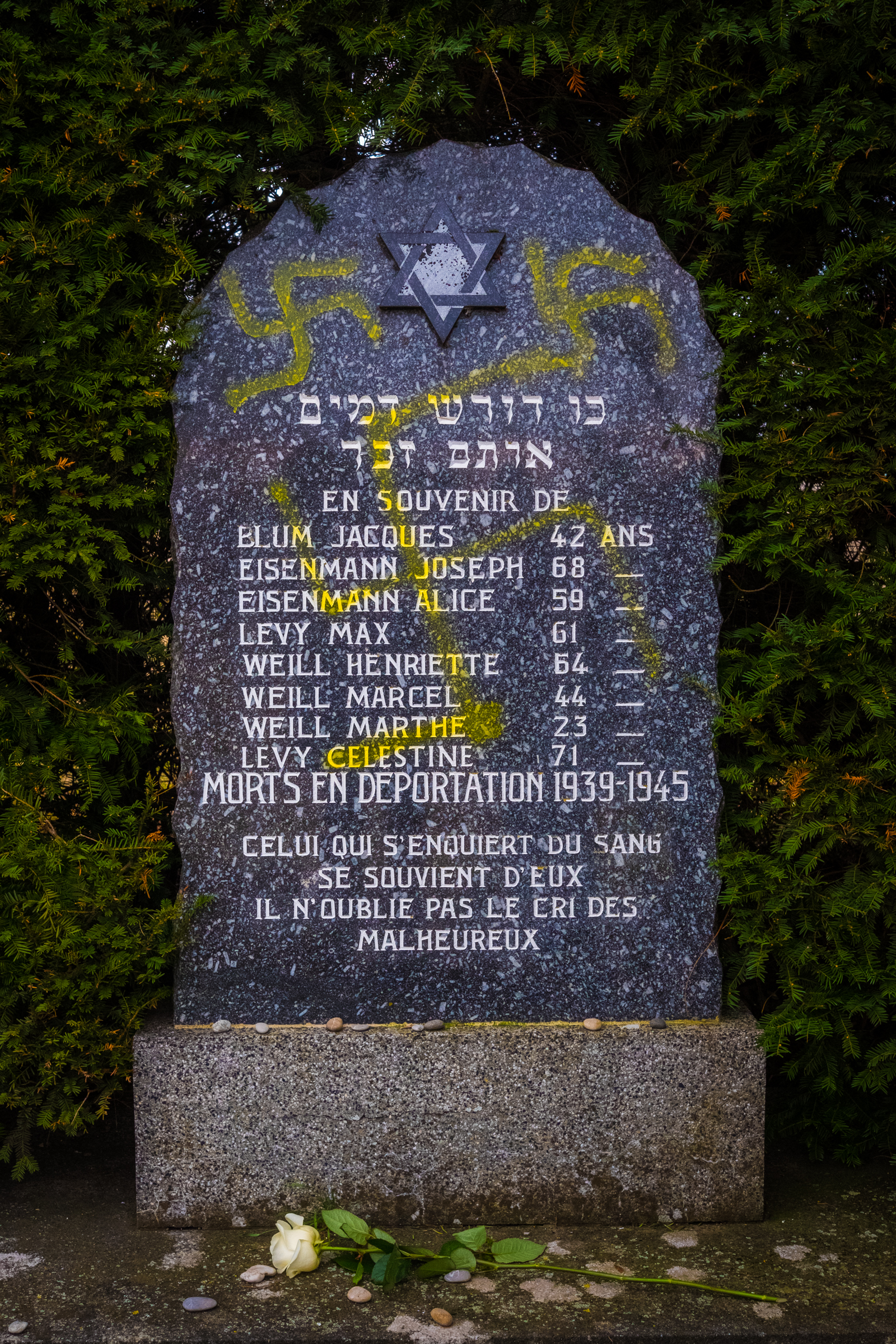
Le mémorial des victimes de la Shoah profané dans le cimetière juif de Quatzenheim le 19 février 2019.

Dans la nuit du 18 au 19 février 2019, quatre-vingt-seize tombes sont profanées. 
Les tombes ont été marquées de croix gammées bleues ou jaunes. Une sépulture porte l’inscription Elsassisches Schwarzen Wolfe (sic), ce qui signifie « Les loups noirs alsaciens ».
Le président de la République Emmanuel Macron, accompagné du grand rabbin de France Haïm Korsia et du ministre de l’Intérieur Christophe Castaner, se recueillent le jour même devant les tombes.